# Narodowa Wspólnota Morawska
Narodowa Wspólnota Morawska (czes. Moravská národní obec) − niepolityczne stowarzyszenie obywatelskie, poświęcone morawskiej kulturze, historii, tradycji i ogólnie tematyce Moraw. W praktyce ma także w zamiarze przeforsowanie pewnych celów politycznych, takich jak przywrócenie organu legislacyjnego do morawskiego terytorium. Wspólnota została założona w październiku 1990 roku w Brnie, jako następca byłego Klubu Przyjaciół Moraw, istniejącego od 1985 roku. Ma ona przede wszystkim, na celu rozwój morawskiej świadomości narodowej. Stowarzyszenie przy niektórych ratuszach i przy urzędzie Południowomorawskiego Samorządu Terytorialnego osiągnęło wywieszenie morawskich flag. Organizuje pochody morawskich patriotów.